# Casbia rufoliva
Casbia rufoliva là một loài bướm đêm trong họ Geometridae.